# Partisanos yugoslavos
Los partisanos de Yugoslavia fueron el principal movimiento de resistencia enrolado en la lucha contra las Potencias del Eje en los Balcanes durante la Segunda Guerra Mundial. El nombre oficial completo del movimiento fue Ejército Popular de Liberación y Destacamentos Partisanos de Yugoslavia. Su comandante en jefe fue Josip Broz Tito.
El objetivo principal de los partisanos era la creación de un estado comunista en Yugoslavia. En este sentido, el Partido Comunista de Yugoslavia intentó aglutinar a los diversos grupos étnicos del país, con la preservación de los derechos de cada grupo. Los objetivos del movimiento de resistencia rival, los chetniks, eran la permanencia en el poder de la monarquía yugoslava, así como garantizar la seguridad de la población étnica serbia, y la creación de una Gran Serbia. Las relaciones entre ambos movimientos fueron turbulentas desde el principio, pero desde octubre de 1941 estas degeneraron en un conflicto a gran escala. 
A pesar de que su nombre sugiere que fue una fuerza guerrillera, esto solo fue cierto durante los tres primeros años del conflicto. A finales de 1944, las fuerzas totales de los partisanos incluían 650 000 hombres y mujeres organizados en cuatro ejércitos de campaña y 52 divisiones, que mantuvieron una guerra convencional. En abril de 1945, los partisanos sumaban ya más de 800 000. Al final de la contienda era el cuarto Ejército más importante de Europa.
El nombre común del movimiento es partisanos, mientras que el adjetivo yugoslavos se utiliza a veces en exclusiva para distinguirlos de los otros movimientos similares surgidos en la guerra. El movimiento tuvo una gran influencia social y cultural en la Yugoslavia socialista.

## Orígenes
El movimiento tuvo un precedente importante en la Guerra Civil Española, con la experiencia adquirida por los 1500 combatientes yugoslavos que, integrados en las Brigadas Internacionales, apoyaron al Bando republicano, la mayoría de los cuales fallecieron en el Frente de Aragón en 1937. Cuatro de los yugoslavos que combatieron en la guerra española acabaron dirigiendo los cuatro grupos del Ejército Partisano que combatió a los nazis en la Segunda Guerra Mundial: Peko Dapčević el I, Koča Popović el II, Kosta Nađ el III, y Petar Drapšin el IV.
Tras la Invasión de Yugoslavia por las potencias del Eje en 1941, surgió el movimiento, como oposición militar a las fuerzas germano-italianas que ocuparon el país.
Con la denominación oficial de Ejército Popular por la Liberación y la Separación Partisana de Yugoslavia (Narodno-oslobodilačka vojska i partizanski odredi Jugoslavije), los partisanos yugoslavos fueron comandados directamente por Mariscal Tito y el Politburó del Partido Comunista de Yugoslavia. Tito comenzó con un apoyo escaso, y su primera preocupación fue la de evacuar a los cuadros del movimiento de las ciudades al campo, menos vigilado por las potencias ocupantes.

## Características y diferencias con los chetniks
La crueldad del ejército de la Alemania nazi, que podía asesinar de forma indiscriminada hasta a 100 habitantes locales por cada soldado de la Wehrmacht muerto (incluyendo a niños, mujeres y ancianos), y las autoridades del NDH fue contraproducente, aumentando el respaldo a los partisanos. Los nazis también explotaron animosidades religiosas para mantener un control firme al país.[cita requerida] La táctica de Hitler y de sus títeres fracasó; su brutalidad tuvo como consecuencia el que la población nacional proporcionara un extenso apoyo a los partisanos, llegando incluso a suponer esta milicia la única opción de supervivencia para mucha gente. La propaganda partisana, abierta a todas las nacionalidades yugoslavas, resultó más atrayente para la mayoría de la población que la chetnik, de carácter marcadamente pro-serbio. Los partisanos hacían además mayor hincapié en la liberación nacional y su aceptación de la diversidad yugoslava que en su programa comunista.
Los partisanos aceptaban a cualquier hombre que se quisiera unir a sus filas, a diferencia de los nacionalistas monárquicos serbios, los chetniks. Aunque ambas formaciones estuvieron constituidas abrumadoramente por serbios hasta bien entrado 1943 y los dirigentes partisanos cosecharon numerosos fracasos al comienzo en sus intentos de atraer reclutas croatas y bosníacos, las tropas chetniks se mantuvieron como exclusivamente serbias, participando activamente en atrocidades contra la población no serbia. A partir de 1942 y más aún en 1943, aumentaron los partisanos de origen musulmán y croata.
A pesar de su defensa de la política de frente popular, la organización partisana mantenía la disciplina comunista y los puestos clave del movimiento se hallaban en manos del Partido Comunista de Yugoslavia. Pese a ello, exhibía una imagen atrayente para las masas yugoslavas, de modernidad y cambio, frente al tradicionalismo panserbio (con escasas excepciones) que mostraba el movimiento rival de Mihailović. Frente al relevante papel de las mujeres entre los partisanos, estas no contaron nada entre los chetniks.
Otras diferencias notables entre partisanos y chetniks eran su organización (centralizada y muy disciplinada en el caso de los primeros, descentralizada y menos coordinada en el de los segundos) y su mando militar: frente al entrenamiento formal habitual en los mandos chetniks, muchos de ellos oficiales del antiguo Ejército real yugoslavo, muchos comandantes partisanos no contaban con este, pero sí con experiencia de combate en la guerra civil española.

## Formación
El PCY comenzó a prepararse para la lucha armada inmediatamente después de la invasión del Eje a Yugoslavia en abril de 1941, aunque no comenzó entonces la rebelión contra el ocupante. A pesar del Pacto Ribbentrop-Mólotov, el PCY, creyendo más que el propio Stalin los informes sobre un próximo ataque a la URSS, se preparó para el alzamiento en su ayuda.
El mismo día del ataque a la URSS (22 de junio de 1941) el partido recibió, como el resto de partidos comunistas, la petición de ayuda del Comintern, en el que se daba prioridad a la defensa de la Unión Soviética sobre la búsqueda de la revolución. El mismo día el politburó del comité central se reunió en Belgrado para decidir qué acciones tomar y para proclamar su apoyo incondicional a la URSS. El 27 se organizó el Alto Estado Mayor de los Destacamentos Partisanos de Liberación del Pueblo de Yugoslavia, siendo elegidos para este cuerpo Josip Broz Tito como comandante en jefe, y Milovan Đilas, Edvard Kardelj, Ivan Milutinović, Aleksandar Ranković, Rade Končar, Franc Leskošek, Sreten Žujović, Ivo Lola Ribar y Svetozar Vukmanović como miembros. El 4 de julio de 1941 ordenó la movilización de todos los miembros del partido (unos 10 000) en un alzamiento contra el Eje. Este día se celebró tras la guerra en Yugoslavia como el "Día del Combatiente" (en serbio: Dan Borca).
La primera unidad partisana fue la de Sisak, oficialmente fundada cerca de la ciudad croata homónima el 22 de junio de 1941. Sin embargo, varias formaciones militares con más o menos algunos vínculos con el PCY estuvieron involucradas en varias confrontaciones con las fuerzas del Eje, principalmente en el área serbia siguiendo la Operación Barbarroja.
El Comintern defendió la necesidad de un movimiento de resistencia que minase al ocupante alemán y su posición estratégica en los Balcanes. El 1 de julio de 1941 había dado instrucciones precisas al PCY sobre las acciones inmediatas.

## Estrategia partisana
A diferencia de las formaciones chetniks, Tito trató de fomentar el caos y las represalias alemanes, lo que radicalizaba a la población y hacía crecer el apoyo a los partisanos. Seguía así además el llamamiento de auxilio del Comintern, que requería la lucha activa contra el Eje para aliviar la presión en el frente oriental. Sus primeros ataques no fueron contra los pequeños destacamentos alemanes, bien armados, sino contra sus transportes y contra la administración colaboracionista serbia, para disgusto de los chetniks, que trataban de lograr su tolerancia y ayuda.
Los chetniks de Mihailović, por el contrario, trataban de organizar una red que, en vísperas de la derrota del Eje, pudiese servir de apoyo a las ofensivas Aliadas, manteniendo mientras una actitud fundamentalmente pasiva, que evitase las represalias de los ocupantes. Esta estrategia contaba con el apoyo del gobierno yugoslavo exiliado y, al comienzo, con el del gobierno británico.

## Historia

### Primeros combates
Los primeros ataques de la resistencia partisana tuvieron lugar en julio de 1941, y para agosto la revuelta se había extendido por todo el oeste de Serbia, a pesar de las medidas de la nueva administración colaboracionista, que no pudo frenarla. La actividad partisana contrastaba con la pasividad general chetnik, atrayendo a los elementos partidarios de una resistencia más activa a las filas de Tito y debilitando la posición de Draža Mihajlović.
En septiembre, con su centro instalado en Užice, importante por su fábrica de armas que abastecía a los rebeldes, se dieron ciertas operaciones en las que cooperaron partisanos y algunas unidades chetniks, favorables a la acción contra los ocupantes. El 16 de septiembre de 1941 Hitler ordenó al comandante de las tropas alemanas en los Balcanes, el mariscal Wilhelm List, aplastar a los rebeldes, quedando la zona alzada bajo control directo del comandante en Serbia, el general Franz Böhme, que a finales de mes comenzó una campaña contra ellos. También en septiembre, tras la llegada de Tito desde la capital a Užice, se decidió la creación de mandos regionales partisanos y la formación de comités de liberación nacional como organismos de administración en las zonas liberadas.
Los diversos intentos de reconciliación entre chetniks y partisanos fracasaron. A finales de noviembre, ante el avance alemán, las unidades partisanas tuvieron que evacuar las regiones bajo su control y pasar a Montenegro, bajo ocupación militar italiana.
Prácticamente a la vez que la revuelta en Serbia se desarrolló la gran revuelta en Montenegro, con apoyo partisano, que estalló al día siguiente de la proclamación de la restauración del Reino de Montenegro, bajo control italiano (12 de julio de 1941). En dos días 2 divisiones italianas y gran cantidad de armamento habían sido capturados por los rebeldes. Las tropas de ocupación quedaron reducidas a tres ciudades, pero pronto una contraofensiva retomó el control de la región. Tras el acuerdo entre el gobernador militar italiano, el general Alessandro Pirzio Biroli y los comandantes locales chetniks a comienzos de otoño de 1941, la situación de los partisanos en Montenegro empeoró enormemente. Acosados duramente, pasaron pronto a través del Sandžak a Bosnia oriental.
El 21 de diciembre de 1941 los partisanos formaron la 1.ª Brigada Proletaria, una unidad capaz de operar fuera de su zona local, mandada por Koča Popović. En 1942 estas unidades y otras divisiones partisanas se unieron en la PLA y PDY, una fuerza regular, el Ejército Yugoslavo, el 1 de marzo de 1945. En 1942 se contaban 29 de ellas, organizadas ya en divisiones y cuerpos de ejército.
A pesar de haber sido expulsados de Serbia y Montenegro, el pequeño núcleo partisano original había crecido y se había convertido a finales del año en un grupo de resistencia que crecía y atraía a numerosos reclutas no comunistas. Por otro lado se había consumado la ruptura que el otro principal grupo de la resistencia, los chetniks de Mihailović, que habían pasado a la clandestinidad y la resistencia pasiva en Serbia y al colaboracionismo con las autoridades italianas en Montenegro. En el exterior, además, el movimiento permanecía prácticamente desconocido, estando aún la resistencia identificada en los medios Aliados con los chetniks.

### 1942

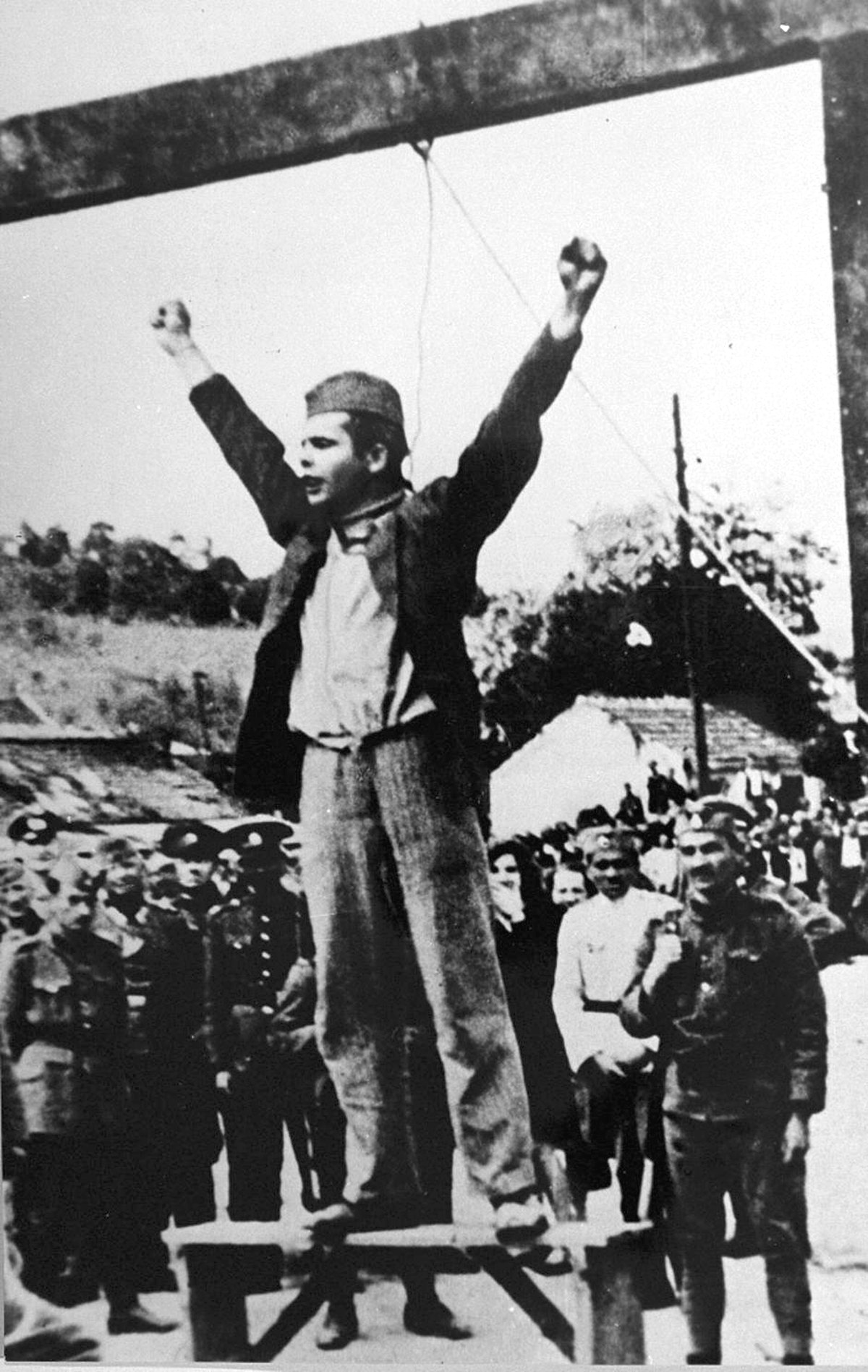
Stjepan Filipović, símbolo de la resistencia partisana, en el momento de ser ahorcado por los nazis en Valjevo el 22 de mayo de 1942. Su grito: ¡Muerte al fascismo, libertad al pueblo! en el momento de su ejecución, se convirtió en un símbolo.

A mediados de enero de 1942 se desencadenó la campaña para acabar con las unidades partisanas en Bosnia oriental conocida como Segunda Ofensiva Antipartisana. La ofensiva, a cargo principalmente de los alemanes, resultó un fracaso, manteniendo los partisanos el control de diversas zonas de la región.
Tras instalar su cuartel general en Foča los partisanos comenzaron a mantener contactos directos con el Comintern y, en febrero, comunicaron a los comités de liberación nacional las normas sobre su funcionamiento, reforzando su faceta política.
En la primavera y el verano las unidades partisanas hubieron de trasladarse, hostigadas por los diversos enemigos, hacia las montañas de la Bosnia occidental, quedando mientras grandes zonas de Herzegovina, el oeste de Bosnia, Lika y el norte de Dalmacia bajo control de las tropas chetniks, a menudo en colaboración con el ejército italiano, al que solicitaron protección contra posibles ataques ustachas y partisanos. Este movimiento se debió al desarrollo de la Tercera Ofensiva Antipartisana que sucedió a los intentos a comienzos de marzo de los partisanos de retomar el control de parte de Montenegro, dando prioridad a la lucha contra los chetniks incluso a riesgo de evitar los enfrentamientos con las tropas italianas. Los chetniks habían respondido formalizando su acuerdo con estas (6 de marzo de 1941) y apoyando la ofensiva del Eje, que expulsó a los restos de las unidades partisanas de Montenegro. Esta ofensiva y los informes sobre la debilidad del movimiento en Serbia hicieron que se abandonasen los planes iniciales de regresar a esta y se decidiese pasar al oeste de Bosnia, donde los partisanos se encontraban en mejor situación. El 24 de junio de 1942, tras abandonar los combates en el Este, comenzó el abandono de Foča en dirección a Bihác.
Durante por Bosnia en el verano y el otoño amplias zonas quedaron libres de tropas enemigas y las cinco brigadas proletarias crecieron notablemente.
El 19 de septiembre de 1942, los Partisanos de Dalmacia formaron su primera unidad naval con botes de pesca, la cual gradualmente evolucionó en una fuerza capaz de comprometer a la Armada italiana y a la Kriegsmarine y llevar a cabo complejas operaciones anfibias.
El 26 de noviembre de 1942, ya en Bihác y a pesar de las reticencias soviéticas, los dirigentes partisanos decidieron formar el germen del futuro parlamento y gobierno yugoslavos de posguerra, el Consejo Antifascista de Liberación Nacional de Yugoslavia. Por indicación soviética el Consejo no fue proclamado como un gobierno alternativo al exiliado.
A comienzos de diciembre, una ofensiva conjunta de alemanas y croatas logró expulsar a los partisanos de la Bosnia occidental, pero no acabar con sus unidades. Los alemanes se convencieron de la necesidad de contar con la colaboración italiana en una gran operación que eliminase definitivamente a los partisanos y asegurase la zona de los Balcanes ante un posible desembarco Aliado. Sin consultar a los italianos, prepararon la operación para la segunda mitad de diciembre, nombrando comandante al general Alexander Löhr. Esta sería la Cuarta Ofensiva Antipartisana.

### 1943

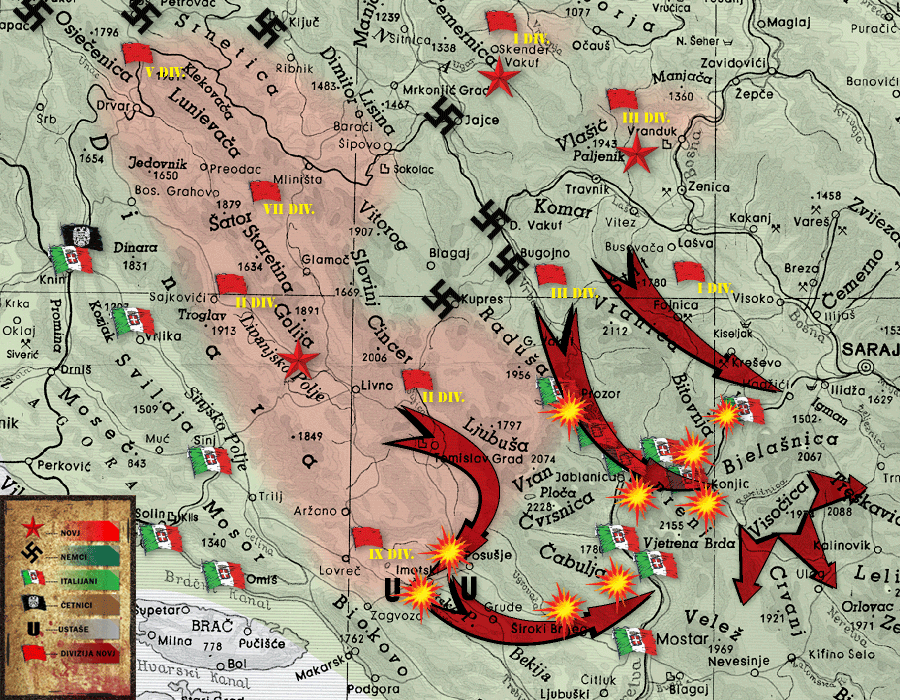
Mapa de operaciones de la Batalla del Neretva, donde se detalla la ruptura del cerco a que fueron sometidos los partisanos por la línea del Neretva, cuando entre 4000 y 5000 unidades lograron cruzar por sorpresa el río cerca de Jablanica.

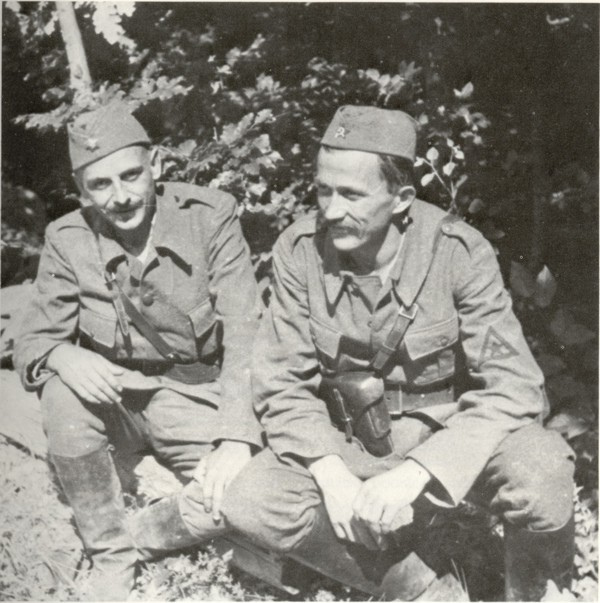
Koča Popović y Danilo Lekić durante una tregua en la batalla del Sutjeska de 1943. Popović mostró todo su talento en el cerco del Sutjeska, y fue considerado el "arquitecto de la salvación partisana". Lekić por su parte dirigió uno de los grupos de ejércitos que acometieron la Liberación de Belgrado. Ambos eran veteranos de la guerra civil española.

La ofensiva del Eje supuso una dura prueba para los partisanos, que perdieron numerosas tropas y hubieron de evacuar Bosnia occidental, tras intensos combates que amenazaron con acabar con sus unidades a comienzos de 1943. La ofensiva del Eje, finalmente fallida en su intento de aniquilar a los partisanos, permitió a estos concentrarse en tratar de eliminar a sus rivales chetniks, que habían participado ardientemente en la campaña del Eje.
Poco después del paso de Tito a Herzegovina tras zafarse del último intento de aniquilación alemán, a mediados de marzo de 1943, aquel propuso a los alemanes una tregua temporal en la que sus fuerzas no atacarían a las unidades del Eje a cambio de recibir carta blanca para eliminar definitivamente a sus rivales chetniks. Los representantes alemanes en el NDH se mostraron favorables, ante la imposibilidad temporal de continuar sus operaciones contra los partisanos, la posibilidad de lograr uno de los objetivos de la operación Weiss (la eliminación de los chetniks) y la perspectiva de que los partisanos abandonasen el territorio del NDH. Los ustachas e italianos también recibieron favorablemente la propuesta de Tito.
Los partisanos se encontraban muy debilitados, habiendo perdido alrededor de la mitad de sus hombres, Seguían sin recibir apoyo británico ni soviético y veían la oportunidad de acabar con Mihailović antes de que un posible desembarco Aliado pudiese revivir su organización. La propuesta de Tito, similar a la de Mihailović en noviembre de 1941, recibió una respuesta igual: una negativa del gobierno de Berlín a pactar con los sublevados y órdenes de cesar las conversaciones (29 de marzo de 1943), a la vez que en mayo se ordenaban nuevas operaciones contra chetniks y partisanos.
El 15 de mayo de 1943 comenzó la Quinta Ofensiva Antipartisana, que convenció a los partisanos de la imposibilidad de alcanzar un acuerdo con el Eje. El 28 de mayo de 1943 llegaba a territorio controlado por los partisanos las primeras misión de enlace Aliada, tras la invitación de Tito de comienzos de mes. Uno de los miembros de la misión, envueltos desde el comienzo en los combates con las unidades del Eje, murió pocos días después. Los cerca de 100 000 soldados del Eje que se enfrentaron a unos 20 000 partisanos, a pesar de infligirles numerosas bajas, no consiguieron, una vez más, aniquilar definitivamente al movimiento. Los partisanos, para disgusto del mando alemán, lograron librarse del cerco y pasar a las montañas del este de Bosnia en las últimas semanas de junio. Durante la Ofensiva, el "Comité de Oriente Próximo para la Defensa" (órganos político-militar británico en El Cairo), recomendó el envío de ayuda a los partisanos, al que los jefes del Estado Mayor británico, hasta entonces partidarios de un apoyo exclusivo a Mihailović, se mostraron por primera vez favorables. A finales de junio los británicos informaron a los estadounidenses de su intención de comenzar a ayudar activamente a los partisanos, considerados una fuerza relevante en la lucha contra el Eje, sin dejar por ello de respaldar a Mihailović, aunque cuidando de no abastecerle para su enfrentamiento con los primeros.
En septiembre la rendición italiana, a pesar de no suponer el traspaso de las zonas de ocupación a los Aliados, produjo el reforzamiento de las unidades partisanas, que consiguieron gran cantidad de armamento y, temporalmente, el control de algunas zonas.
A pesar de los numerosos combates con las fuerzas de Eje empeñadas en su liquidación, las unidades de enlace Aliadas fueron dándose cuenta gradualmente a lo largo de 1943 y comienzos de 1944 de la importancia para el mando partisano de la guerra civil con los chetniks y de su interés por desalojarlos de Montenegro y Serbia. Los continuos ataques del Eje, sin embargo, les impedían concentrarse en esta tarea, que igualaba al interés de Mihailović por acabar con los partisanos. Los partisanos, al contrario que los chetniks, veían con malos ojos los planes de desembarco británico-estadounidense en los Balcanes, que consideraban podía imposibilitar la toma del poder político tras la contienda.
El 29 de noviembre de 1943 tuvo lugar un hecho crucial para el movimiento partisano, que más tarde se celebraría como día nacional yugoslavo, El segundo congreso del AVNOJ estableció el modelo estatal futuro como una federación de 6 repúblicas y 5 nacionalidades. El congreso, celebrado en Jajce, supuso la toma de la iniciativa política por los partisanos, aumentó su apoyo entre los musulmanes de Bosnia que apreciaban que su territorio no fuese desmembrado entre serbios y croatas, y obligó a los chetniks a moderar su postura y tratar de presentar un programa rival (sin éxito). El congreso además había declarado ilegítimo al gobierno en el exilio.
Por otra parte, una misión estadounidense operando en el Adriático logró poner en marcha una línea de abastecimiento por mar mucho más efectiva que la aérea utilizada hasta entonces (6000 toneladas de material frente a las 125 por aire) y evacuar a numerosos heridos partisanos (más de 12 000 al final de la guerra) a finales de 1943 y con ella tuvieron lugar los primeros contactos de los partisanos con la prensa occidental.
A finales del año la situación nacional e internacional favorecía a los partisanos: el fracaso sucesivo de importantes ofensivas en su contra, el apoyo Aliado, la percepción de estos de que los partisanos eran un movimiento de resistencia activa contra los alemanes a diferencia de los pasivos chetniks, el comienzo del abastecimiento sustancial a través del Adriático y las conclusiones de la conferencia Aliada de Teherán habían reforzado al movimiento.

### 1944
A medida que avanzaban los partisanos, gente de lugares cercanos se les unía. Joakim Rakovac trajo varias unidades de voluntarios de Gorski Kotar e Istria a los partisanos. Fue asesinado en una emboscada de los nazis en 1945 y posiblemente traicionado.
El 23 de febrero de 1944 la primera misión de enlace soviética llegó a territorio partisano, sin instrucciones claras, pero recibida con honores por Tito. Los soviéticos habían propuesto en Teherán enviar otra misión a Mihailović, pero la propuesta no había sido aceptada. Tras un comienzo entusiasta, las relaciones entre soviéticos, generosos en consejos, pero no en abastos, y los yugoslavos se fue volviendo más distante.
A mediados de 1944 los partisanos se habían convertido en un ejército regular que controlaba alrededor de la mitad del territorio del NDH. En la primavera de 1944 trataron de volver a Serbia, acción a la que se opusieron tanto las tropas alemanas como las colaboracionistas del gobierno de Nedić y los chetniks.
El 25 de mayo de 1944 los alemanes desencadenaron la Séptima Ofensiva Antipartisana ("Operación Rösselsprung") en la que Tito estuvo a punto de ser capturado. Los Aliados, sin embargo, acudieron con apoyo aéreo masivo (300 bombarderos y unos 200 cazas) a auxiliar a los partisanos. Tito fue temporalmente evacuado a la isla dálmata de Vis tras pasar por Bari.
En septiembre, coincidiendo con la ofensiva de los chetniks contra los alemanes y búlgaros ante la inminente llegada a las fronteras yugoslavas del Ejército soviético, los partisanos lanzaron un nuevo ataque contra aquellos en el oeste de Serbia. Los chetniks se encontraron en la misma situación que los partisanos habían sufrido reiteradamente antes: luchando contra los ocupantes y el enemigo nacional al mismo tiempo. A finales de mes Koča Popović y Peko Dapčević controlaban zonas considerables de Serbia. Mientras el primero avanzaba hacia la capital por el sureste el segundo lo hacía por el oeste.
Con la guerra civil prácticamente ganada las relaciones entre los británicos y norteamericanos con los partisanos se deterioraron rápidamente. Tito ordenó la restricción de movimientos de las misiones de enlace y los estadounidenses anularon los envíos de suministros y la evacuación de heridos a finales de septiembre.
Tito viajó a Moscú donde el 29 de septiembre de 1944 firmó un acuerdo de colaboración militar con los soviéticos, que comenzaron su ofensiva conjunta el 1 de octubre. soviéticos y partisanos entraron en Niš el 15 de octubre de 1944 y cinco días más tarde tomaron la capital.
Con la toma de Belgrado, la expulsión de los chetniks de Serbia, el apoyo —muy tibio en el caso del rey— del monarca y del gobierno real a los partisanos y el control de la mitad del país, la guerra civil que los había enfrentado a Mihailović se consideró ganada.

## Comandantes de renombre
| - Josip Broz Tito - Milovan Đilas - Aleksandar Ranković - Kosta Nađ - Peko Dapčević - Koča Popović | - Petar Drapšin - Svetozar Vukmanović Tempo - Arso Jovanović - Sava Kovačević - Ivan Gošnjak - Danilo Lekić |